# صبار قنفذ
صبار قنفذي أو اكينوبسيس ، (الاسم العلمي: Echinopsis) (بالإنجليزية: hedgehog cactus)‏ (بالإنجليزية: Easter lily cactus)‏ (بالإنجليزية: sea-urchin cactus )‏، هو جنس ينتمي للفصيلة صبار .